# 脱烷基
脱烷基是和烷基化相反的一种化工单元过程，是从有机化合物分子中脱去烷基的单元过程，一般是脱去和碳原子链接的烷基。例如从甲苯中脱去甲基生成苯，从甲基萘中脱去甲基生成萘等过程。
脱烷基很容易生成不必要的副产品，或将碳链上其他氢原子脱掉，因此脱烷基一般应用两种方法：
1. 催化剂法，使用有选择性地催化剂可以有效地防止产生副产品。
2. 加热加氢法，在加热的同时加氢，可以防止脱掉其他氢原子。